# Generationsordning
Generationsordning är ett uttryck som används för att synliggöra vuxna individers strukturella överläge i förhållande till barn, men också andra skillnader generationer emellan. 
| ” | Filosofen Michel Foucault (1972) har också menat att det mest effektiva maktutövandet inte verkställs genom förtryck, utan genom makten över definitionerna. I det avseendet kan man säga att vi som forskare har ett dubbelt maktövertag, eftersom vi överlag är vuxna individer och i egenskap av specialister har makt över utformningen av definitionerna av vem som är eller inte är ett barn och vad det innebär. | „ |
| – Gränsland: Konstruktion av tidig barndom och begravningsritual vid tiden för kristnandet i Skandinavien, Lotta Mejsholm | |   |